# FBXO8
FBXO8 (англ. F-box protein 8) – білок, який кодується однойменним геном, розташованим у людей на 4-й хромосомі. Довжина поліпептидного ланцюга білка становить 319 амінокислот, а молекулярна маса — 37 068.
| 10         |  | 20         |  | 30         |  | 40         |  | 50         |
| ---------- |  | ---------- |  | ---------- |  | ---------- |  | ---------- |
| MGQGLWRVVR |  | NQQLQQEGYS |  | EQGYLTREQS |  | RRMAASNISN |  | TNHRKQVQGG |
| IDIYHLLKAR |  | KSKEQEGFIN |  | LEMLPPELSF |  | TILSYLNATD |  | LCLASCVWQD |
| LANDELLWQG |  | LCKSTWGHCS |  | IYNKNPPLGF |  | SFRKLYMQLD |  | EGSLTFNANP |
| DEGVNYFMSK |  | GILDDSPKEI |  | AKFIFCTRTL |  | NWKKLRIYLD |  | ERRDVLDDLV |
| TLHNFRNQFL |  | PNALREFFRH |  | IHAPEERGEY |  | LETLITKFSH |  | RFCACNPDLM |
| RELGLSPDAV |  | YVLCYSLILL |  | SIDLTSPHVK |  | NKMSKREFIR |  | NTRRAAQNIS |
| EDFVGHLYDN |  | IYLIGHVAA  |  |            |  |            |  |            |

A: Аланін

C: Цистеїн

D: Аспарагінова кислота

E: Глутамінова кислота

F: Фенілаланін

G: Гліцин

H: Гістидин

I: Ізолейцин

K: Лізин

L: Лейцин

M: Метіонін

N: Аспарагін

P: Пролін

Q: Глутамін

R: Аргінін

S: Серин

T: Треонін

V: Валін

W: Триптофан

Задіяний у такому біологічному процесі, як альтернативний сплайсинг. 